# Sillago attenuata
 Sillago attenuata és una espècie de peix de la família Sillaginidae i de l'ordre dels perciformes que es troba al Golf Pèrsic.
Els mascles poden assolir els 20 cm de longitud total.